# Oostzeedijk

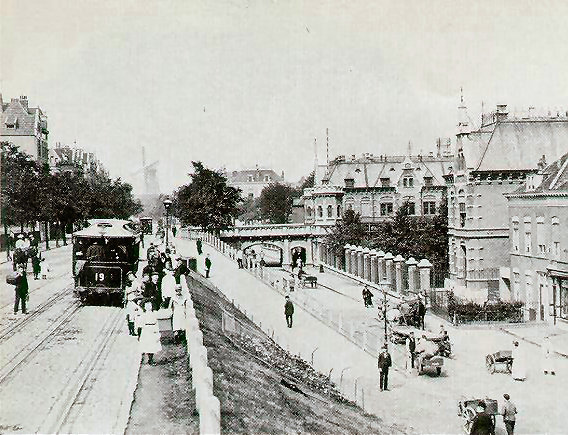
De Oostzeedijk in 1900 met rechts de Gasfabriek

De Oostzeedijk is een hoge dijk in Rotterdam, in de Nederlandse provincie Zuid-Holland. Over de Boven Oostzeedijk loopt een trambaan. Nabij de Voorschoterlaan bevindt zich een helling naar de Beneden Oostzeedijk.

## Ligging
De Oostzeedijk is een straat van circa 1,2 km lang in de Rotterdamse wijk Kralingen. De Oostzeedijk begint bij het Oostplein en gaat in het zuiden over in de Honingerdijk die tegenwoordig na 500 meter uitkomt op de Maasboulevard. Voorheen was hier een wandelpark genaamd de Oude Plantage.
De Oostzeedijk en de Honingerdijk maken deel uit van Schielands Hoge Zeedijk, de dijk die in de 12e eeuw werd aangelegd om het gebied tussen Gouda, Leiden en Rotterdam tegen overstromingen te beschermen. In 1960 werd de Maasboulevard als zwakste schakel in de waterkering opgewaardeerd. Een 16e-eeuwse herberg In den Rustwat werd bij deze ingreep enkele honderden meters verplaatst tot aan de randen van de voormalige buitenplaatsen Woudestein en Trompenburg.

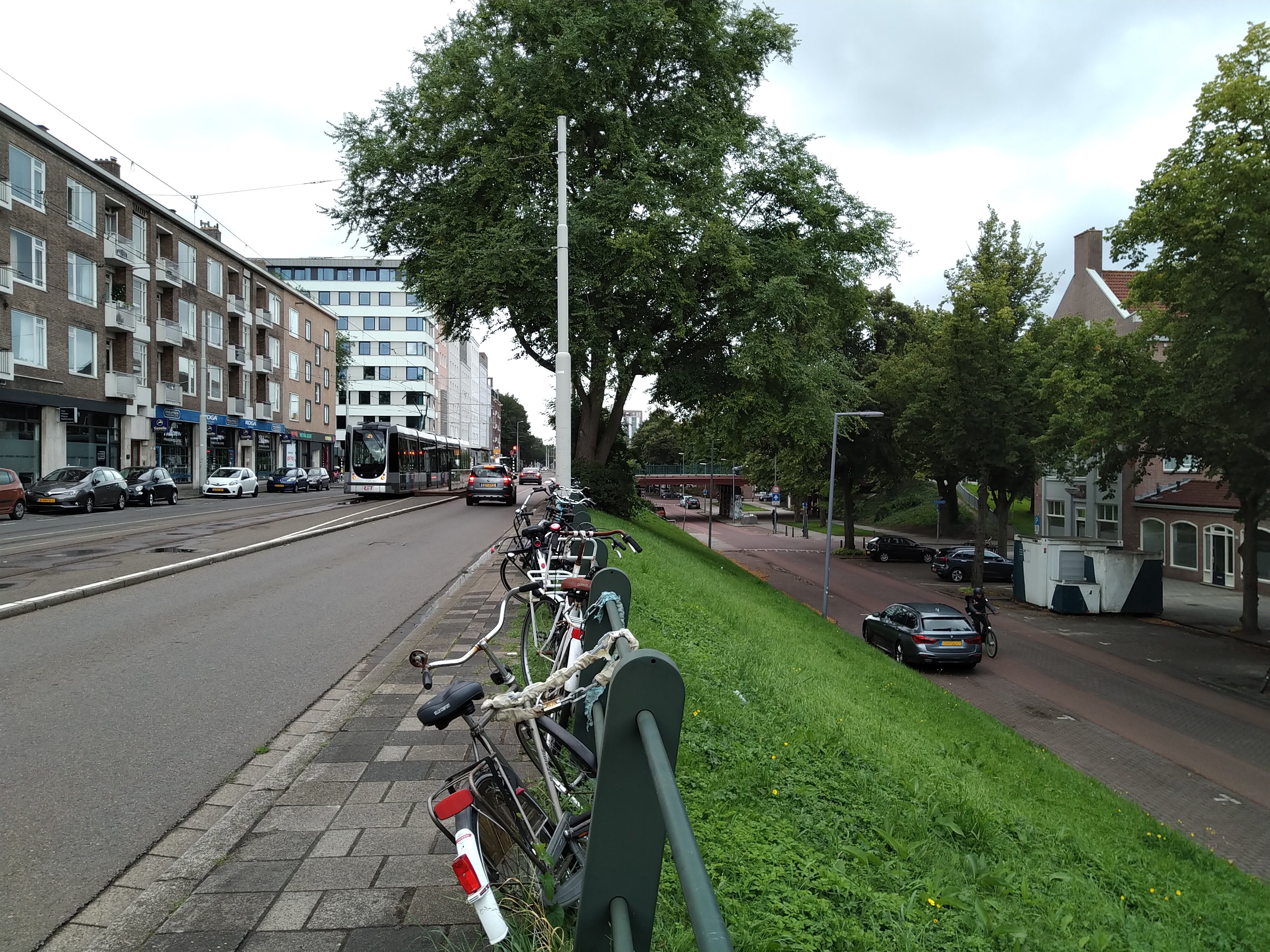
Oostzeedijk, August 2021

De Oostzeedijk kruist bij het Oostplein met de Slaak en zuidelijker met de Willem Ruyslaan, alwaar een viaduct over de Beneden Oostzeedijk heen is gebouwd. De Voorschoterlaan, de Avenue Concordia en de Hoflaan lopen dood op het steile talud.

## Bebouwing

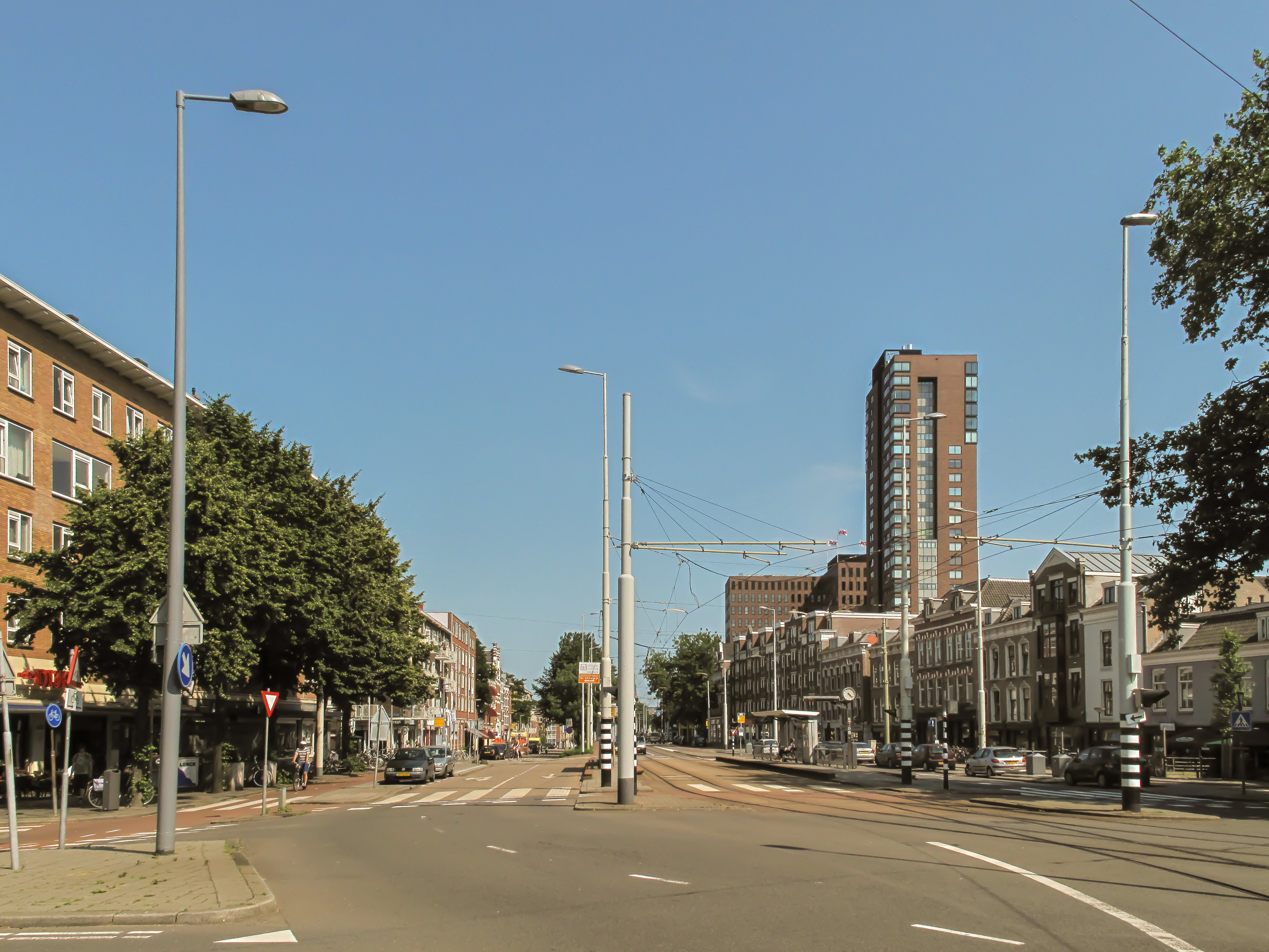
De Oostzeedijk vanaf Oostplein

Omdat de Oostzeedijk al langer bestaat, is er bebouwing uit veel verschillende periodes te vinden. Een aanzienlijk deel van de huizen en appartementen stamt uit de periode 1890-1930. Er is meer gebouwd in deze tijd, maar dat is verwoest bij het bombardement op Rotterdam van 14 mei 1940. De lege plekken zijn vanaf vroege jaren vijftig herbouwd. In de jaren 90 verrees de wolkenkrabber De Admiraliteit, die herinnert aan de voormalige marinescheepswerf van de Rotterdamse admiraliteit. Tot dan toe hadden op die plek nog de oorspronkelijke huizen uit de jaren 1890-1900 gestaan. Aan de zuidzijde van de Oostzeedijk staat het Industriegebouw, een groot bedrijfsverzamelgebouw uit 1946 van de hand van Huig Maaskant en Willem van Tijen.
Op het terrein van de Nieuwe Plantage, dichter bij de stad, werd in 1852 de Nieuwe Rotterdamsche Gasfabriek aan de Oostzeedijk gebouwd, ter aanvulling op de Gasfabriek Feijenoord. Later volgde een elektriciteitscentrale. De fabriek sloot in 1926.

## Verkeer en vervoer
De Oostzeedijk is een relatief autoluwe straat, omdat het doorgaande verkeer zo veel mogelijk over de Maasboulevard wordt geleid. De Oostzeedijk heeft een deels vrije tram- en busbaan. Over de Oostzeedijk rijden tramlijnen 1 en 11 de route De Esch - CS - Holy/Woudhoek. Op de Oostzeedijk zijn drie tramhaltes: Oostplein, Willem Ruyslaan en Avenue Concordia.
Abram van Rijckevorselweg ·
Admiraliteitskade ·
Avenue Concordia ·
Bosdreef ·
Gerdesiaweg ·
's-Gravenweg ·
Hoflaan ·
Honingerdijk ·
Kortekade ·
Kralingseweg ·
Kralingse Plaslaan ·
Kralingse Zoom ·
Maasboulevard ·
Oostzeedijk ·
Oudedijk ·
Slaak ·
Vlietlaan ·
Voorschoterlaan